# Anuj
L'Anuj (in russo Ануй?) è un fiume della Siberia occidentale (Russia), affluente di sinistra del fiume Ob'. Scorre nell'Ust'-Kanskij rajon della Repubblica dell'Altaj e nei rajon Solonešenskij, Petropavloskij, Bystroistokskij e Smolenskij del Territorio dell'Altaj.
Il suo antico nome era Katun'ja (Катунья).

## Descrizione

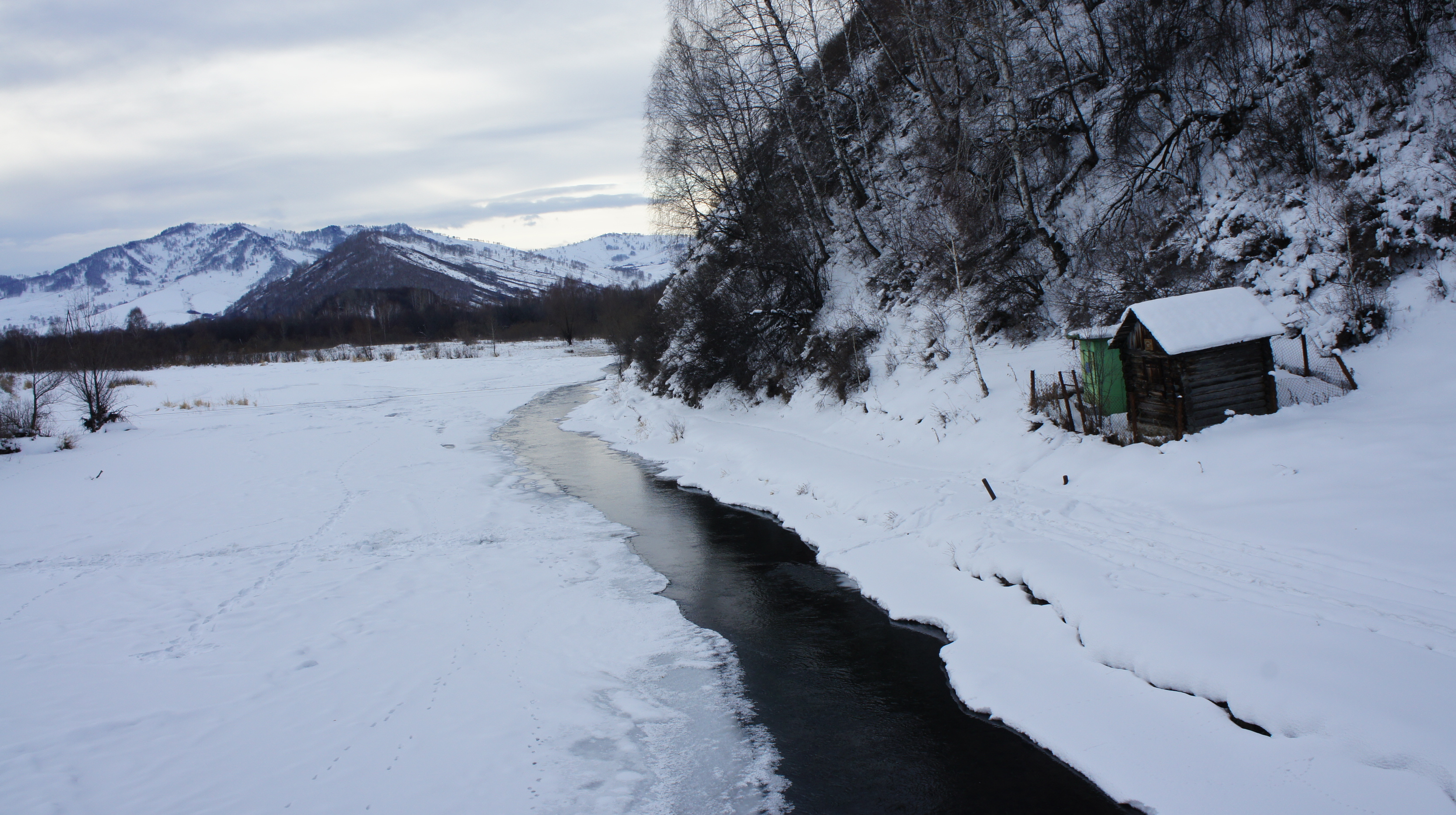
L'Anuj d'inverno

L'Anuj nasce dai monti dell'Anuj (una cresta nella parte settentrionale degli Altaj) dalla confluenza dei due rami sorgentizi: Černyj Anuj (Anuj nero) e Belyj Anuj (Anuj bianco). Scorre successivamente con direzione mediamente settentrionale in una valle fra i monti dell'Anuj e i monti del Baščelak; sfocia da sinistra nell'alto corso dell'Ob', a sud-ovest della città di Bijsk, a poca distanza dalla Pesčanaja.
La lunghezza del fiume è di 327 km, l'area del suo bacino è di 6 930 km². La portata media annua del fiume, presso il villaggio di Starotyryškino a 10 km dalla foce, è di 36,10 m³/s. Il fiume è gelato, mediamente, fra novembre e aprile.
Lungo il suo corso vi sono numerosi insediamenti e villaggi, tra cui Solonešnoe (Солонешное) e Petropavlovskoe (Петропавловское), centri amministrativi dei rispettivi rajon. Il fiume è attivamente utilizzato per la pesca e per il rafting.
Accanto al fiume, nel suo alto corso, si trova la Grotta di Denisova.